# Giro d'Itàlia de 1920
El Giro d'Itàlia de 1920 fou la vuitena edició del Giro d'Itàlia, una cursa ciclista organitzada i patrocinada pel diari La Gazzetta dello Sport. La cursa començà a Milà el 23 de maig, amb una etapa de 348 km fins a Torí, i finalitzà el 6 de juny, novament a Milà, després d'una maratoniana etapa de 421 quilòmetres i haver-se recorregut un total de 2.632 quilòmetres distribuïts en 8 etapes. La cursa va ser guanyada pel ciclista italià Gaetano Belloni, de l'equip Bianchi. En segona i tercera posició finalitzaren l'italià Angelo Gremo i el francès Jean Alavoine.

## Participants
Dels 49 ciclistes que començaren el Giro d'Itàlia el 23 de maig sols 10 acabaren la cursa a Milà el 6 de juny. Els ciclistes podien córrer de manera individual o formant part d'un equip. Foren tres els equips que van disputar la cursa: Bianchi-Pirelli, Legnano-Pirelli i Stucchi-Pirelli.
La majoria dels ciclistes que van prendre part en aquest Giro eren italians. Entre els participants hi havia el tres vegades guanyador Carlo Galetti i el defensor del títol, Costante Girardengo. Altres destacats ciclistes italians que iniciaren la cursa foren Angelo Gremo, Giovanni Gerbi i Giovanni Rossignoli. El francès Jean Alavoine, que tenia algunes posició d'honor al Tour de França, així com el belga Marcel Buysse també prengueren la sortida.

## Recorregut
Per primera vegada la cursa surt de territori italià per entrar a Suïssa durant el decurs de la primera etapa. En aquesta ocasió el recorregut no anà més enllà de Roma, després de les dificultats passades en la darrera edició, amb llargues etapes, la darrera d'elles de més de 400 quilòmetres.

## Desenvolupament de la cursa
Durant el decurs de la primera etapa el vigent vencedor del Giro, Costante Girardengo, va patir una caiguda que li va provocar una avaria a la bicicleta. Gaetano Belloni va aprofitar aquesta incidència per atacar i en l'arribada Angelo Gremo i ell van treure més d'onze minuts a Girardengo. La segona etapa, amb final a Lucca va provocar l'abandonament nombrosos ciclistes, entre els quals destaca la de Girardengo, per culpa de les ferides sofertes en la caiguda de la primera etapa, i del líder Giuseppe Olivieri, a banda de l'expulsió de Giovanni Gerbi per ser remolcat per una moto. Sols 26 ciclistes finalitzaren aquesta etapa. Belloni va guanyar la tercera etapa, amb Gremo a la seva roda i Giovanni Brunero a uns metres.

## Resultats
| Etapa | Data       | Recorregut         | Km  | Tipus d'etapa       | Vencedor d'etapa          | Líder de la general     |
| ----- | ---------- | ------------------ | --- | ------------------- | ------------------------- | ----------------------- |
| 1a    | 23 de maig | Milà – Torí        | 348 | Etapa amb muntanyes | Giuseppe Olivieri (ITA)   | Giuseppe Olivieri (ITA) |
| 2a    | 25 de maig | Torí – Lucca       | 378 | Etapa amb muntanyes | Gaetano Belloni (ITA)     | Gaetano Belloni (ITA)   |
| 3a    | 27 de maig | Lucca - Roma       | 386 | Etapa amb muntanyes | Gaetano Belloni (ITA)     | Gaetano Belloni (ITA)   |
| 4a    | 29 de maig | Roma - Chieti      | 234 | Etapa amb muntanyes | Jean Alavoine (FRA)       | Gaetano Belloni (ITA)   |
| 5a    | 31 de maig | Chieti - Macerata  | 236 | Etapa amb muntanyes | Leopoldo Torricelli (ITA) | Angelo Gremo (ITA)      |
| 6a    | 2 de juny  | Macerata - Bolonya | 282 | Etapa plana         | Jean Alavoine (FRA)       | Angelo Gremo (ITA)      |
| 7a    | 4 de juny  | Bolonya - Trieste  | 349 | Etapa plana         | Gaetano Belloni (ITA)     | Gaetano Belloni (ITA)   |
| 8a    | 6 de juny  | Trieste - Milà     | 421 | Etapa plana         | 9 corredors ex aequo      | Gaetano Belloni (ITA)   |

## Classificació general
Sols deu ciclistes completaren les vuit etapes. El ciclista que arribava a la meta en el menor temps era proclamat el vencedor d'etapa. Els diferents temps de cada etapa eren sumats per aconseguir la classificació general, guanyada pel ciclista amb menor temps acumulat.
| Classificació General                 | Classificació General     | Classificació General | Classificació General |
| Pos.                                  | Ciclista                  | Equip                 | Temps                 |
| ------------------------------------- | ------------------------- | --------------------- | --------------------- |
| 1                                     | Gaetano Belloni (ITA)     | Bianchi               | 102h 44' 33"          |
| 2                                     | Angelo Gremo (ITA)        | Bianchi               | + 32' 24"             |
| 3                                     | Jean Alavoine (FRA)       | Bianchi               | + 1h 01' 14"          |
| 4                                     | Emilio Petiva (ITA)       | —                     | + 3h 02' 44"          |
| 5                                     | Domenico Schierano (ITA)  | —                     | + 3h 36' 20"          |
| 6                                     | Marcel Buysse (BEL)       | Bianchi               | + 3h 52' 49"          |
| 7                                     | Ugo Agostoni (ITA)        | Bianchi               | + 4h 17' 35"          |
| 8                                     | Enrico Sala (ITA)         | —                     | + 4h 43' 28"          |
| 9                                     | Giovanni Rossignoli (ITA) | —                     | + 5h 54' 47"          |
| 10                                    | Nicola di Biase (ITA)     | —                     | + 6h 03' 16"          |
| 49 participants, 10 acabaren la cursa |                           |                       |                       |